# Kim Ah-joong
Dans ce nom coréen, le nom de famille, Kim, précède le nom personnel Ah-joong.
Pour les articles homonymes, voir Kim.
Kim Ah-joongn, née le 16 octobre 1982, est une actrice, mannequin et chanteuse sud-coréenne. Elle est surtout connue pour avoir joué le personnage principal de la comédie romantique 200 Pounds Beauty. 

## Biographie

### Éducation
Kim est diplômée de l'université de Corée avec une maîtrise en journalisme. 

### Carrière
Kim fait ses débuts au cinéma dans le film d'amour When Romance Meets Destiny (en) (2005). Elle apparaît aussi dans plusieurs publicités et décroche son premier rôle principal dans le feuilleton quotidien Bizarre Bunch (en). 
Sa popularité augmente avec le film comique 200 Pounds Beauty, dans lequel elle incarne une fille obèse qui subit une chirurgie esthétique pour devenir une sensation de la pop. Elle reçoit le prix de la meilleure actrice aux Grand Bell Awards 2007. Pour le film, elle enregistre les bandes sonores du film, « Beautiful Girl » et la version coréenne de la chanson de Blondie « Maria ». « Beautiful Girl » remporte le prix de la « Chanson du mois » des Digital Music Awards par Cyworld,. 
Kim revient à la comédie trois ans plus tard, aux côtés de Hwang Jeong-min dans la comédie romantique The Accidental Couple (en). En 2010, elle participe au projet du film américano-chinois Amazing, un film de science-fiction sur le développement d'un jeu de basket-ball en réalité virtuelle. La même année, elle fait partie du drame médical Sign de Kim Eun-hee (en), dans lequel elle incarne une médecin légiste. 
En septembre 2011, Kim est reconnue coupable d'évasion fiscale et doit payer une amende de 600 000 $. Elle et son manager de l'époque se séparent à cause du verdict. En raison de ce scandale, elle est interdite de télévision en Corée du Sud de fin 2011 à fin 2014 et elle se concentre sur les films. En décembre 2012, Kim partage la vedette avec Ji Sung dans le film de comédie romantique My P.S. Partner,. Le film est suivi par une comédie romantique, Steal My Heart, en 2013. 
Elle revient à la télévision avec le drame juridique Punch, pour lequel elle reçoit des critiques positives pour son rôle de procureur,. En 2016, Kim joue dans le thriller policier Wanted. L'année suivante, elle joue dans la comédie romantique Live Up to Your Name aux côtés de Kim Nam-gil. 
En 2018, Kim participe à l'adaptation cinématographique du drame policier d'OSN, Bad Guys,. 

### Rôles d'ambassadrice
- 2009 : Ambassadeur de bonne volonté du festival FranceExpress[19]
- 2009 : 46e Journée de l'épargne : mention élogieuse du Premier ministre[20]
- 2015 : ambassadrice du 17e Festival international du film féminin de Séoul[21]

## Filmographie

### Films
| Année | Titre                        | Rôle                        | Remarques           |
| ----- | ---------------------------- | --------------------------- | ------------------- |
| 2005  | When Romance Meets Destiny   | Lee Kyung-jae               |                     |
| 2006  | 200 Pounds beauty            | Kang Han-na / Jenny         |                     |
| 2009  | Present                      | Spy W                       | Court métrage       |
| 2010  | Foxy Festival                | Soo-jung                    | Caméo               |
| 2012  | My P.S. Partner              | Yoon-jung                   |                     |
| 2013  | Catch Me                     | Yoon Jin-sook / Lee Sook-ja |                     |
| 2013  | Amazing                      | Erin                        |                     |
| 2017  | The King                     | Sang-hee                    | Apparition spéciale |
| 2019  | The Bad Guys: Reign of Chaos | Kwak No-soon                |                     |

### Séries télévisées

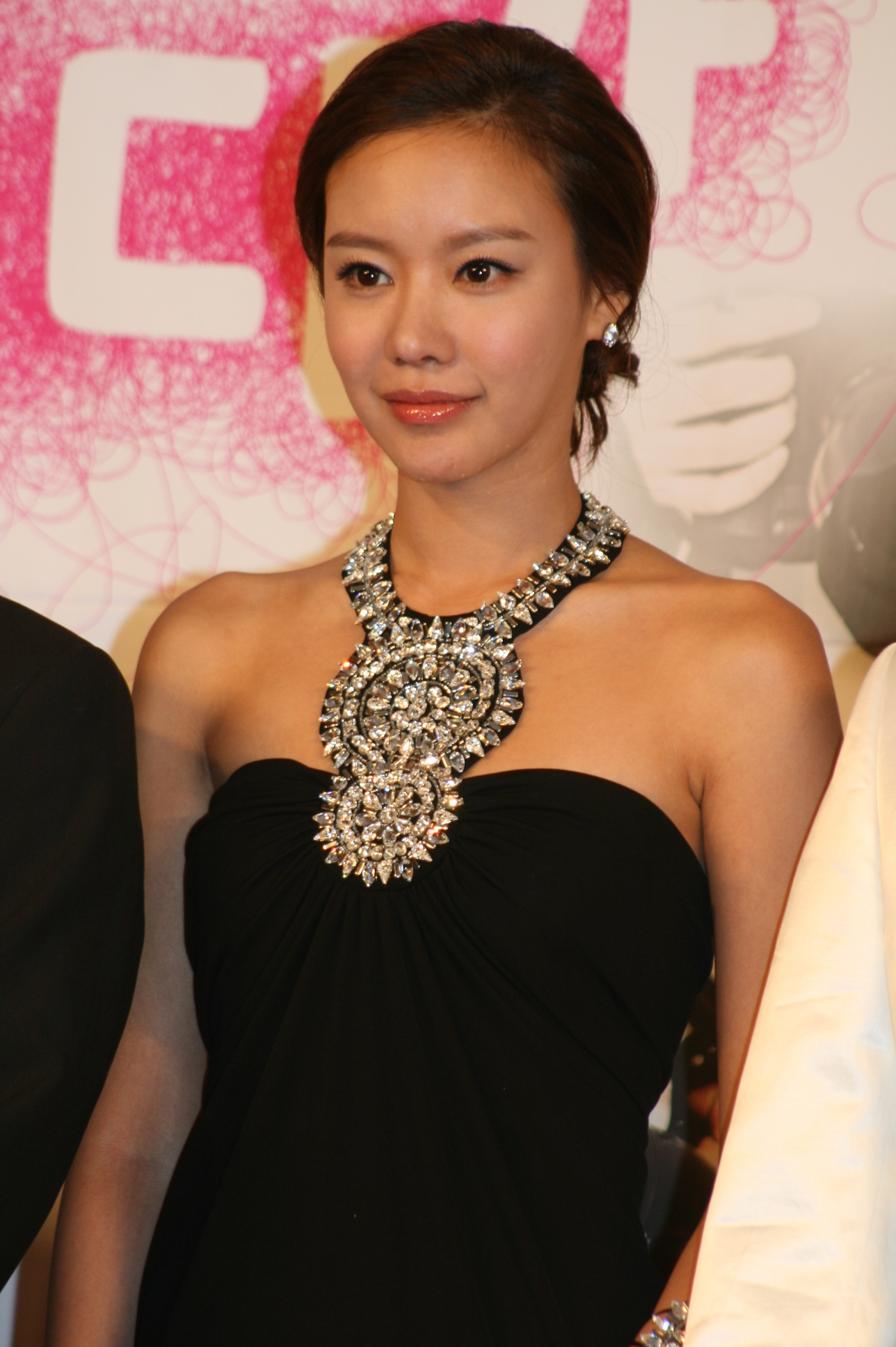
Kim Ah-joong en 2009.

| Année | Titre                           | Rôle            | Réseau  |
| ----- | ------------------------------- | --------------- | ------- |
| 2004  | Emperor of the Sea              | Ha Jin          | KBS2    |
| 2005  | Our Attitude to Prepare Parting | Seo Hee-won     | MBC     |
| 2005  | Bizarre Bunch                   | Kim Jong-nam    | KBS1    |
| 2009  | The Accidental Couple           | Han Ji-soo      | KBS2    |
| 2011  | Signe                           | Go Da-kyung     | SBS     |
| 2014  | Punch                           | Shin Ha-Gyung   | SBS     |
| 2016  | Wanted                          | Jung Hye-in     | SBS     |
| 2017  | Live Up to Your Name            | Choi Yeon-Kyung | tvN     |
| 2022  | Grid                            | Jung Sae-byeok  | Disney+ |

### Clip musical
- Shin Hye-sung - Same thought
- Youme - 라서 하지 못한 말